# Comuna Osîcikî, Radomîșl
Osîcikî (în ucraineană Осичківська сільська рада) este o comună în raionul Radomîșl, regiunea Jîtomîr, Ucraina, formată din satele Osîcikî (reședința) și Rusanivka.

## Demografie
Componența lingvistică a comunei Osîcikî
     Ucraineană (98,48%)
     Rusă (1,27%)
     Alte limbi (0,13%)
Conform recensământului din 2001, majoritatea populației comunei Osîcikî era vorbitoare de ucraineană (98,48%), existând în minoritate și vorbitori de rusă (1,27%).